# Lykurg (Arkadien)
Lykurg oder Lykurgos (altgriechisch Λυκοῦργος Lykoúrgos) ist in der griechischen Mythologie ein aus Tegea stammender Arkader, Sohn des Aleos und dessen Nichte Neaira, Bruder der Auge, des Kepheus und des Ephidamas sowie König von Nemea in Arkadien. Er selbst ist der Vater des Iasos und damit Großvater der Atalante.
Als die Sieben gegen Theben landen, um ihre Truppen mit Wasser zu versorgen, führt sie die Dienstmagd des Königs, Hypsipyle, zur nächsten Quelle, legt dabei aber Opheltes, den kleinen Sohn des Lykurgos und der Eurydike, auf den Boden, der daraufhin von einer Schlange gebissen wird. Die Schlange wird getötet, der Knabe begraben. Da dies aber als böses Omen gedeutet wird, führen die sieben Heroen zu Ehren des Kindes die Nemeischen Spiele ein. Ein anderer Sohn ist Ankaios, der dem Kalydonischen Eber zum Opfer fällt. Deshalb habe später Echemos, der Sohn des Kepheus und somit Neffe des Lykurgos, die Herrschaft über Arkadien übernommen.
Nach einer anderen Erzählung tötet Lykurgos Areithoos Korynetes, einen „keulenschwingenden“ Krieger aus Arkadien.